# Süddeutsche Bremsen-AG

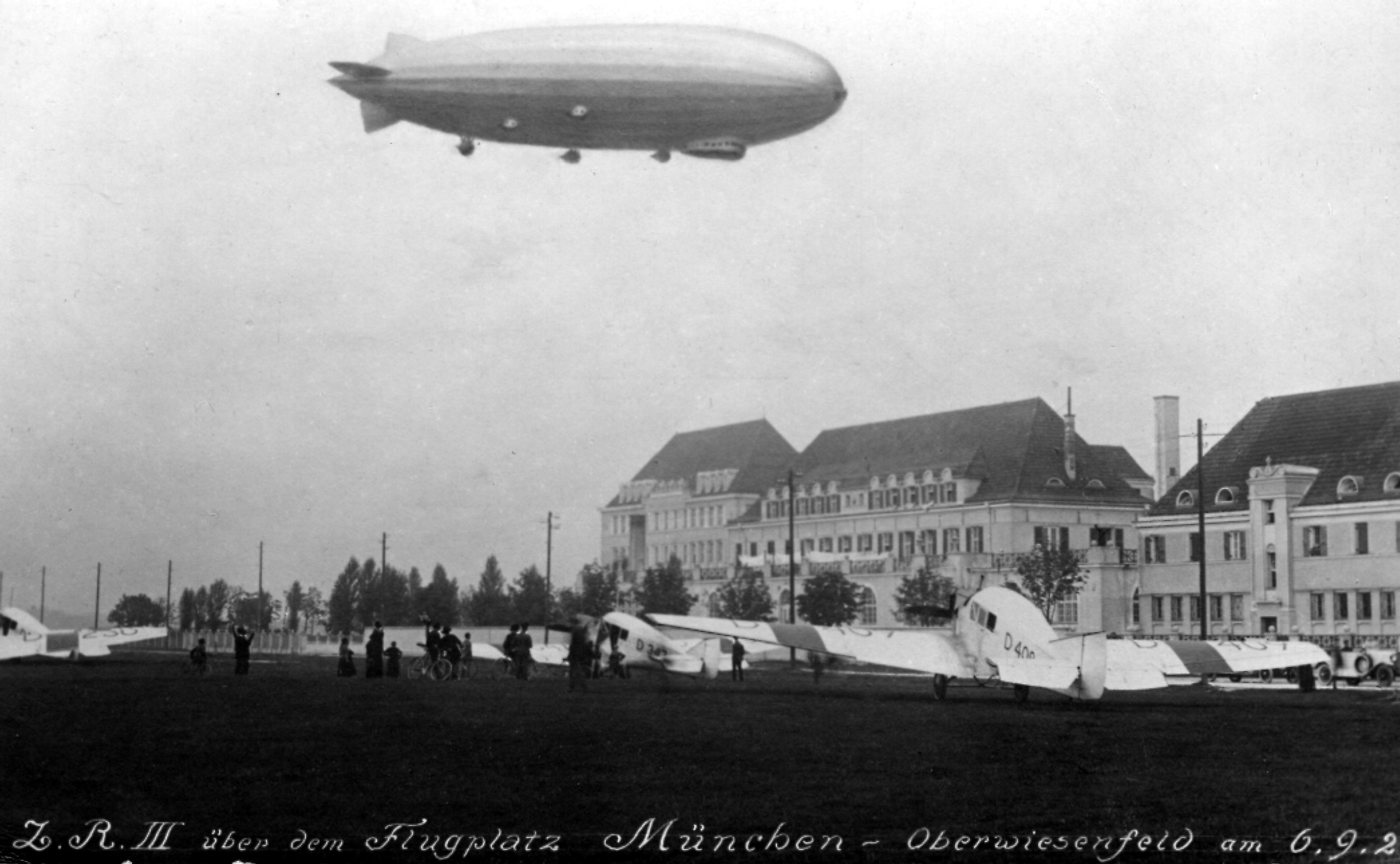
Das Werk der Süddeutsche Bremsen-AG in München, 1924

Die Süddeutsche Bremsen-AG (gen. „Südbremse“) mit Sitz in München entstand 1920 aus der (alten) Bayerische Motoren-Werke AG (BMW) und ging 1985 in der neu gegründeten Knorr-Bremse AG auf. In dieser Zeit war sie ein Tochterunternehmen des Knorr-Bremse-Konzerns, der sich infolge der Demontage und Enteignung seines Berliner Stammwerks nach dem Zweiten Weltkrieg in München auf dem Gelände der „Südbremse“ ansiedelte.

## Aus BMW wird Südbremse

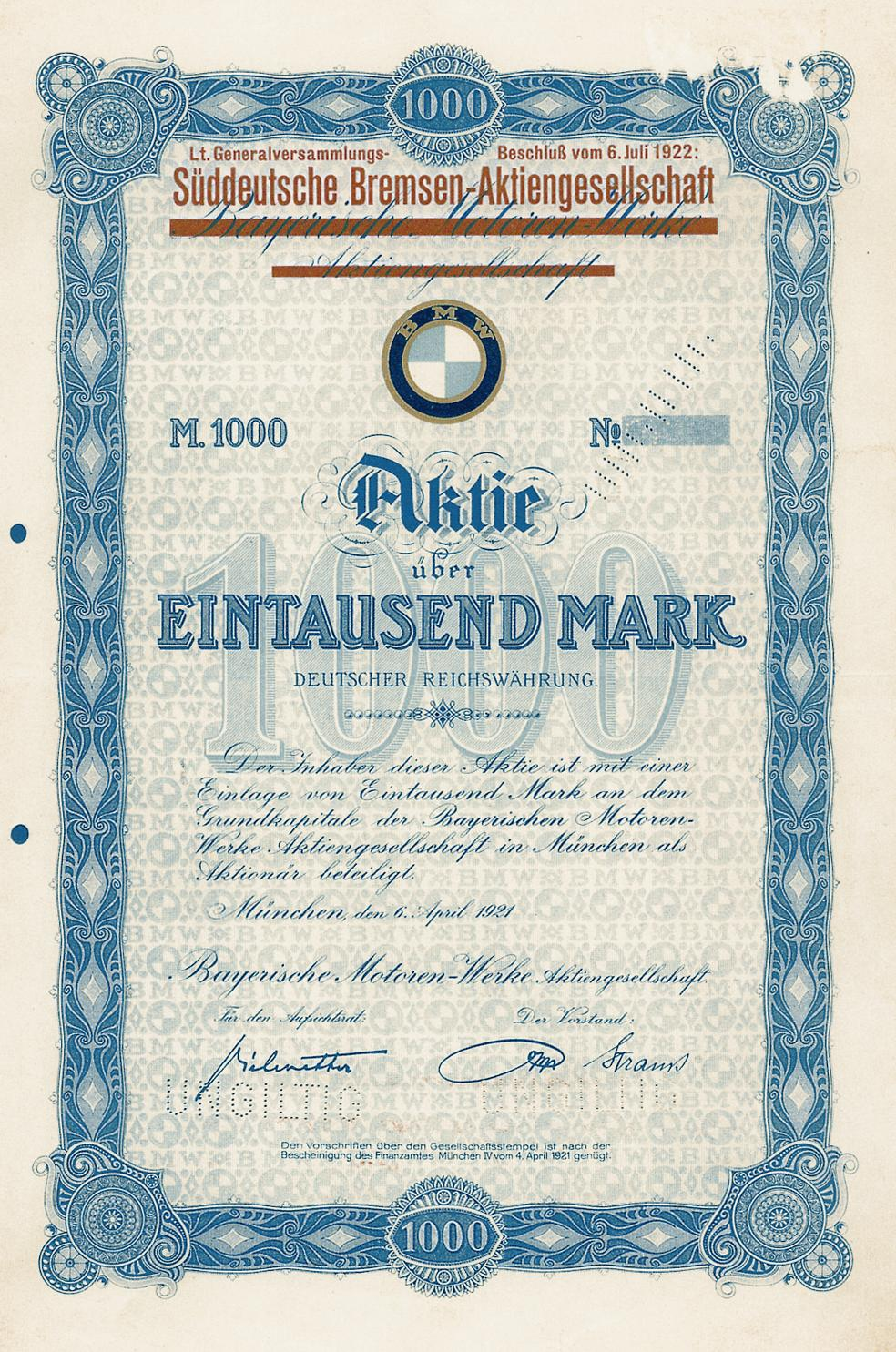
Aktie der Süddeutsche Bremsen-AG, vormals BMW, von 1922

Aus der 1913 von Karl Rapp gegründeten Rapp Motorenwerke GmbH ging 1917 die Bayerische Motoren-Werke GmbH (BMW) hervor, die sich im August 1918 durch die Umwandlung in eine Aktiengesellschaft Kapital für eine weitere Expansion beschaffte. In dem am Rand des damaligen Münchener Flugplatzes Oberwiesenfeld, dem heutigen Olympiagelände, errichteten großzügigen Werk baute das Unternehmen bis zum Ende des Ersten Weltkriegs als einziges Produkt Flugmotoren für Militärflugzeuge.
Als nach dem Friedensschluss in Deutschland keine Flugzeugmotoren gebaut werden durften, brauchte das Unternehmen eine neue Aufgabe. Zugleich suchte die in Berlin ansässige Knorr-Bremse AG einen Standort in Bayern, an dem sie vertragsgemäß Druckluftbremsen für die Wagen der Bayerischen Eisenbahnverwaltung fertigen konnte. Im Juni 1919 schloss sie mit der Bayerische Motoren-Werke AG einen Lizenzvertrag zum Bau der Kunze-Knorr-Bremse. Im Mai 1920 verkaufte dann der Alleineigentümer Camillo Castiglioni das Unternehmen an das Aktionärssyndikat der Knorr-Bremse AG, es wurde – dem neuen Produktionsschwerpunkt entsprechend – in Süddeutsche Bremsen-AG umbenannt. Mit Vertrag vom 20. Mai 1922 wurde die für die neuen Eigentümer wenig interessante Motorenabteilung zusammen mit dem abgelegten Firmennamen BMW verkauft. Beides ging an das bis dahin Bayerische Flugzeugwerke AG (BFW) genannte Unternehmen, das sich auf den Bau von Motoren für verschiedenste Zwecke verlegt hatte und dessen Fabrikanlagen nur wenige hundert Meter entfernt lagen.
Bei der Süddeutsche Bremsen-AG wurden in den 1930er Jahren auch Dieselmotoren und Rüstungsgüter produziert. Im Zweiten Weltkrieg wurden vor allem Hildebrand-Knorr-Bremsen für die Reichsbahn gefertigt.

## Hauptsitz des Knorr-Bremse-Konzerns
Infolge der Demontage und Enteignung in Berlin baute Knorr-Bremse nach dem Zweiten Weltkrieg den Standort in München zum neuen Hauptsitz aus. Die Süddeutsche Bremsen-AG wurde zum Hauptwerk der Knorr-Bremse, in dem neben Bremsgeräten bis 1985 auch Dieselmotoren im Auftrag eines weiteren Tochterunternehmens, der Motorenwerke Mannheim (MWM), gefertigt wurden.
1985 wurde die Süddeutsche Bremsen-AG mit der Knorr-Bremse GmbH zur neuen Knorr-Bremse AG fusioniert. Nach der Verlagerung der Produktion an andere Standorte ist auf dem Gelände heute die Zentrale des Knorr-Bremse-Konzerns angesiedelt, für dessen über 60 Standorte in 25 Ländern Verwaltungs-, Forschung- und Entwicklungsaufgaben wahrgenommen werden.